# 阿尔科韦尔
阿尔科韦尔（西班牙语）是西班牙加泰罗尼亚塔拉戈纳省的一个市镇。总面积46平方公里，总人口3966人（2001年），人口密度86人/平方公里。